# Стефан (Яворський)

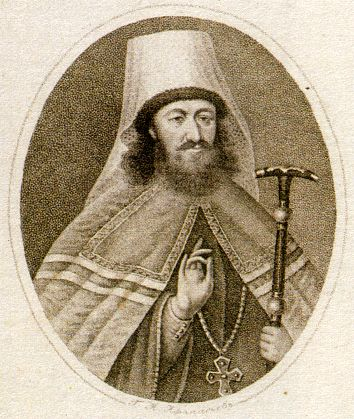
Симеон (Стефан) Яворський

Стефан Яворський (в миру Симеон Іванович Яворський; 1658, Явора, Руське воєводство, Річ Посполита — 24 (за ін. даними — 27) листопада 1722, Москва, Російська імперія) — український та російський богослов, філософ, письменник, поет, публіцист, проповідник, релігійний, політичний і культурний діяч, митрополит Рязанський і Муромський, президент Синоду Православної російської церкви, протектор Слов'яно-греко-латинської академії.

## Біографія
Кант «Мире лукавий»

Мире лукавий, скорбми ісполненний!

Коль ти нетвердий, коль несовершенний!

Коль суть не благі твої зді утіхи,

Коль суть плачевні радості і сміхи.

Коль неспокойні твої честь, богатство, Вітр, дим, нічтоже, все непостоянство.

Цвіте тут в єдин час, в другий увядає, Днесь на престолі — завтра низпадає.

Хде єсть гордяйся Давид вопіяше

Все мимо ідє, уже той не бяше.

Мниться нам сладкі твої зді забави, Сластьми ізнуренні суть нашії нрави.

Похоті смислу зріти препятствують, Горкоє сладко бити показують.

Високий сущий всяк в мирі гордиться, Мнят же богаті што смерть їх боїться.

Што нам в богатстві аще смерть царствує, Ін собирає, ін наслідствує.

Што нам за польза от честі биває

Єгда смерть ранги весьма презирає.

Єдина убо мисль вірним да буде, Как Судія в той день страшний прибуде!

Спросят нас бідних там вскорі отвіта — Почто теряли всує наші літа!
Стефан Яворський. «Мире лукавий»
Народився в селі Явора біля Турки на Бойківщині(в дійсності — Явора) в Галичині (нині — Львівська область), у небагатій шляхетській православній родині. Початкову освіту Стефан Яворський здобув, імовірно, в братській школі в Турці або в Яворі. У 1667 році, після Андрусівського миру батьки Яворського переселилися з Руського воєводства у село Красилівку біля Ніжина.
Навчався у 1673—1684 роках у Києво-Могилянському колегіумі, у Йоасафа Кроковського і Варлаама Ясинського. Потім, прийнявши унію, продовжив освіту в Речі Посполитій, де вивчав філософію і богослов'я у Львові, Любліні, Познані та Вільно.
Відомо, що в цей час вивчає філософські курси відомих на той час професорів філософії Яна Моравського та Яна Млодзяновського, складає власний курс філософії. У Вільно Яворського за великі успіхи в науці призначають на посаду керівника «Конгрегації пресвятої Діви». Як зазначає Ігор Шаров, Яворський прийняв чернецтво під іменем Станіслава, але невдовзі, виступивши з критикою окремих положень католицизму, викликає цим невдоволення святих отців і залишає Вільно.
У 1689 році повернувся до Києва — і зрікся унії. Прийнявши чернецтво, призначений професором Києво-Могилянської колегії: викладав у колегії філософію, богослов'я, поетику і риторику. Виконував обов'язки префекта. У ці роки видав чотири віршованих панегірики, написаних у стилістиці українського бароко і присвячених гетьманові Івану Мазепі й архієпископові Варлааму Ясинському, благодійнику автора (1685—1689). У Києві Яворський почав проповідувати, написав підручник риторики.
У 1700 році Яворський приїхав до Москви, де у присутності Петра І вимовив проповідь на смерть воєначальника А. С. Шеїна. Несподівано для нього його поставили митрополитом Рязанським і Муромським, а після смерті у 1700 році патріарха Адріана, в 1701 році був призначений місцеблюстителем патріаршого престолу і протектором Слов'яно-греко-латинської академії, яку став перетворювати у дусі «латинських навчань» за українським зразком.
Високий сан і пов'язані з ним різноманітні адміністративні обов'язки обтяжували митрополита, відволікали його від чисто літературних занять, — і він згодом намагався їх скласти з себе. Спочатку підтримуючи реформаторські починання Петра І, Яворський з часом став супротивником його церковної реформи, а в проповіді 1712 року назвав царевича Олексія Петровича «єдиною надією» Росії, порівнявши його життя зі скитаннями Олексія, чоловіка Божого. Цар відразу заборонив Яворському публічну проповідь — проте зняв заборону через три роки. Заглибившися в учені праці, написав величезний трактат з догматичного богослов'я, антипротестантський за характером «Камінь віри» (1713—1715, вид 1728), але Петро І заборонив його видання, а митрополита поступово усував від ведення церковних справ: користуючись великим авторитетом, архієрей залишався главою московської церкви лише номінально, а реальна влада усе більш зосереджувалася в руках Феофана Прокоповича, попри те, що після утворення Святійшого Синоду 1721 року Яворський став його президентом.
Спадщина митрополита Яворського як оратора — величезна: становить понад 300 проповідей, виданих лише частково у XIX столітті. Його ораторське мистецтво визнавали навіть супротивники: автор памфлету «Молоток на Камінь віри» писав, що митрополит міг змусити слухачів то плакати, то сміятися. Тяжко-вчений стиль його проповідей, усіяних вишуканими алегоріями і складними метафорами, вражав слухачів, однак за темою його «слова» найчастіше були далекі від сучасності.
Поезія займає досить незначне місце в його спадщині: після панегіриків київського періоду він писав переважно в малих жанрах, рідко призначених для широкого розголосу, як «Стихи на измену Мазепы» (1709). Але в його ліричній творчості були чудові знахідки: дружня епітафія Дмитру Ростовському (1709) стала популярним духовним віршем («Взирай с прилежанием, смертный человече, како век твой проходит, а смерть недалече»), а його чудову елегію до бібліотеки, написану латинською мовою, лише у XVIII столітті чотири рази перекладено російською («Книги, мною многажды носимы, грядите, свет очию моею, от мене идите»)
Філософські погляди митрополита Яворського виявляють у ньому типового представника барокової схоластики, що характеризувала перший етап розвитку Києво-Могилянської школи. Його філософський курс є прикладом синтезування, в межах цього типу схоластики, комплексу філософських ідей, що становили підґрунтя духовної спадщини домогилянської доби, з філософськими здобутками європейського Заходу. У ньому значне місце займала логіка як метод досліджування істини, викладено вчення про три логічні операції: поняття, судження й умовисновки.
Процес пізнавання істини Яворський поділяє на чуттєве й інтелектуальне. Визнаючи важливість і докладно розглядаючи чуттєве пізнавання, вищим і досконалішим уважає інтелектуальне, яке пов'язує з діяльністю раціональної душі, що, забезпечуючи вихід людського мислення на контакт з вищим буттям, уможливлює пізнавання істини. Самопізнання розуміє не лише як самовдосконалювання (що характерно для мислителів домогилянського періоду), а й як вивчання анатомії, фізіології та психіки людини. У курсі натурофілософії він розглядає проблеми матерії і форми, простору, часу, руху. Не сприймаючи геліоцентричної системи Коперника, докладно викладає її у своєму філософському курсі. У розумінні історії дотримувався принципу провіденціалізму, вважаючи, що історичні події передвизначені Богом. Ґрунтуючись на українських духовних і політичних традиціях, митрополит Яворський виступав переконаним прихильником розмежування світської й духовної влади, обстоював автономію церкви, непорушність її переказу, традицій і обрядів.
Помер 24 листопада (за іншими даними 27-го) 1722 — у м. Москві. Похований в Архангельському соборі Рязані.

## Праці

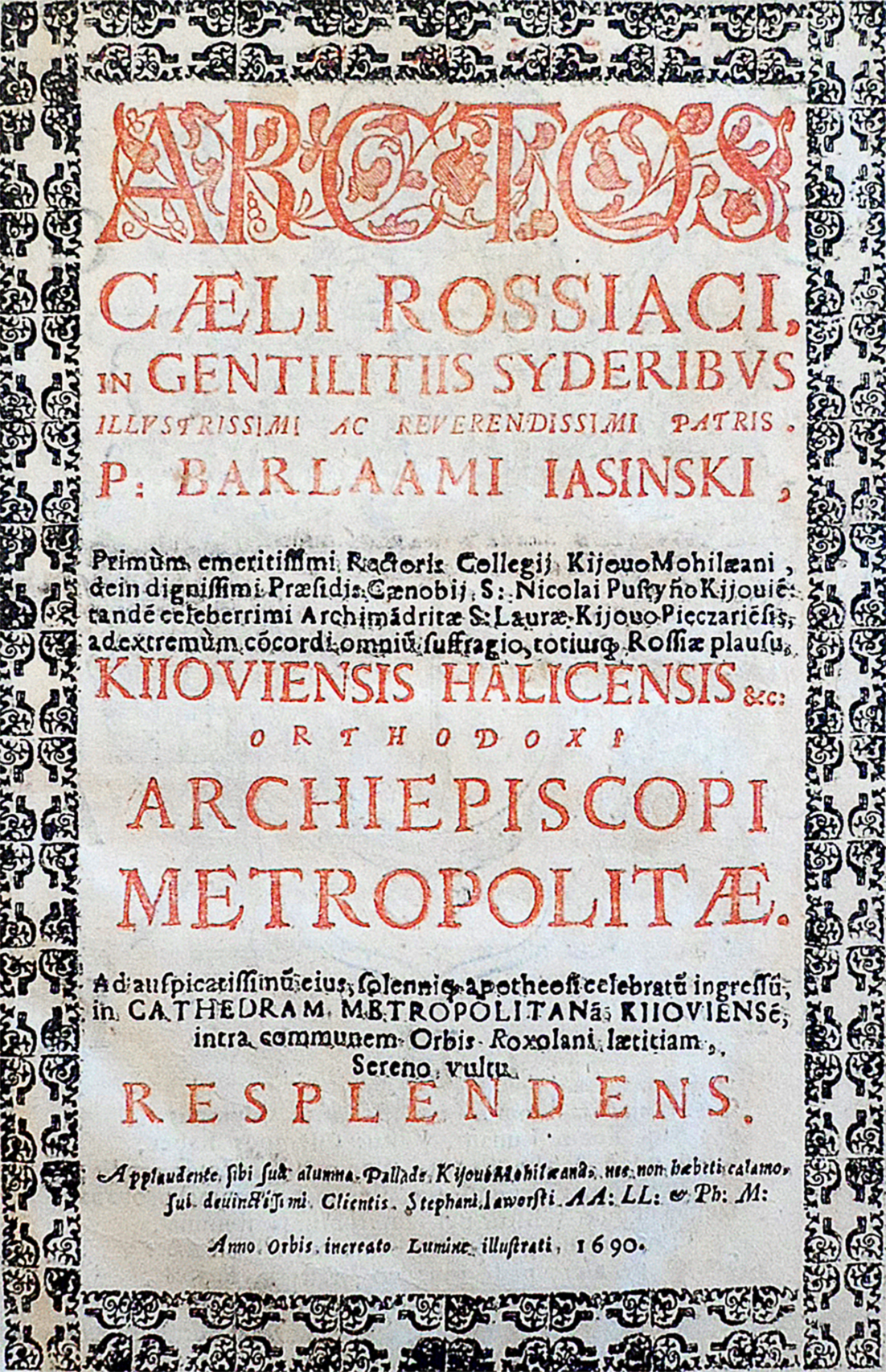
Стефан Яворський. «Арктос неба руського…», 1690

- Echo głosu wołającego na puszczy, Київ, 1689
- Arctos et antarctos caeli rossiaci, Київ, 1690
- Agonium philosophicum… — ІР НБУВ; Знаменія пришествія антихристова и кончины века. — М., 1703.
- Камѣнь веры. — M., 1728; Риторическая рука. — СПб, 1878.
- Камень веры: православным сынам Святой Церкви — на утверждение и духовное созидание, претыкающимся же о камень преткновения и соблазна — на восстание и исправление. — М.: Издательство Московской Патриархии, 2017. — 823 с.
- Проповеди. — М., 1804—1805. — Ч. 1-3.
- Русская силлабическая поэзия XVII—XVIII ст. — Л., 1970. — С. 255—264.
- Русская литература — век XVIII. Лирика.— М., 1990. — С. 38-40.
- Творения преосвященного Стефана Яворского. — М., 1999.
- Філософські твори: У 3 т. — К., 1992. — Т. 1.
- Філософські твори: У 3 т. — Львів, 2018. — Т. 2.